# Hegemonia Mercji

Seria map ilustrujących wzrost pozycji Mercji w stosunku do pozostałych królestw heptarchii na przeciągu ósmego stulecia. Jak widać na mapach, w osiągnięciu sukcesów Mercji sprzyjało centralne położenie w Brytanii.

Hegemonia Mercji – okres we wczesnośredniowiecznej historii Brytanii, gdy królestwo Mercji zdominowało heptarchię anglosaską. Angielski historyk Frank Stenton jest uważany za twórcę tego terminu. Twierdził, że Offa, który rządził w latach 757-796 osiągnął zjednoczenie Anglii na obszarze rozciągającym się na południe od ujścia rzeki Humber.
Dokładna periodyzacja hegemonii Mercji pozostaje niepewna. Jej początek może być datowany różnie w zależności od tego, czy zaczyna się za panowania Pendy (ok. 626-655), czy Wulfara (658-675). Z kolei koniec epoki jest powszechnie akceptowany i przyjmuje się go na około 825 rok, kiedy to po klęsce króla Beornwulfa w bitwie pod Ellandun w pobliżu obecnego Swindon dominacja Mercji bezpowrotnie się zakończyła.
Król Penda zapoczątkował wczesne podboje Mercji, ale jego panowanie zakończyło się śmiercią w bitwie pod Winwaed, po czym nastąpił w kraju trzyletni okres panowania królestwa Nortumbrii. Bunt przeciwko najeźdźcom wszczął syn Pendy Wulfar w 658 roku, w wyniku czego królestwo Mercji zostało przywrócone i rozpoczęła się ponowna ekspansja, która dotarła na południe, aż po Wyspę Wight. W 661 Mercja chwilowo utraciła swoją prowincję Królestwo Lindsey na rzecz Nortumbrii, ale następny król Aethelred odzyskał to terytorium po bitwie pod Trent w 679 roku. Tym samym zabezpieczona została supremacja Mercji na następne 150 lat.
Następnie dominacja Mercji nad anglosaskimi królestwami Esseksu, Susseksu i Kentu wydawała się być słabsza aż do 716, kiedy król Aethelbald odnowił ją na następne czterdzieści lat. Późniejsze wstąpienie na tron Offy w 757 zapowiadało początek złotej ery dla Mercji. Pokonanie przez Offę Walijczyków i zachodnich Sasów z Wesseksu ustanowiło szczyt mercjańskiej hegemonii, która pozostała nienaruszona aż do wspomnianego już 825 roku, gdy bretwalda Egbert z Wesseksu wsparł wschodnich Anglów w buncie przeciwko królowi Beornwulfowi, pokonanemu pod Ellandum, co zakończyło hegemonię.